# Curriea testaceipes
Curriea testaceipes är en stekelart som beskrevs av Szepligeti 1914. Curriea testaceipes ingår i släktet Curriea och familjen bracksteklar. Utöver nominatformen finns också underarten C. t. bruesi.